# Modré loubí

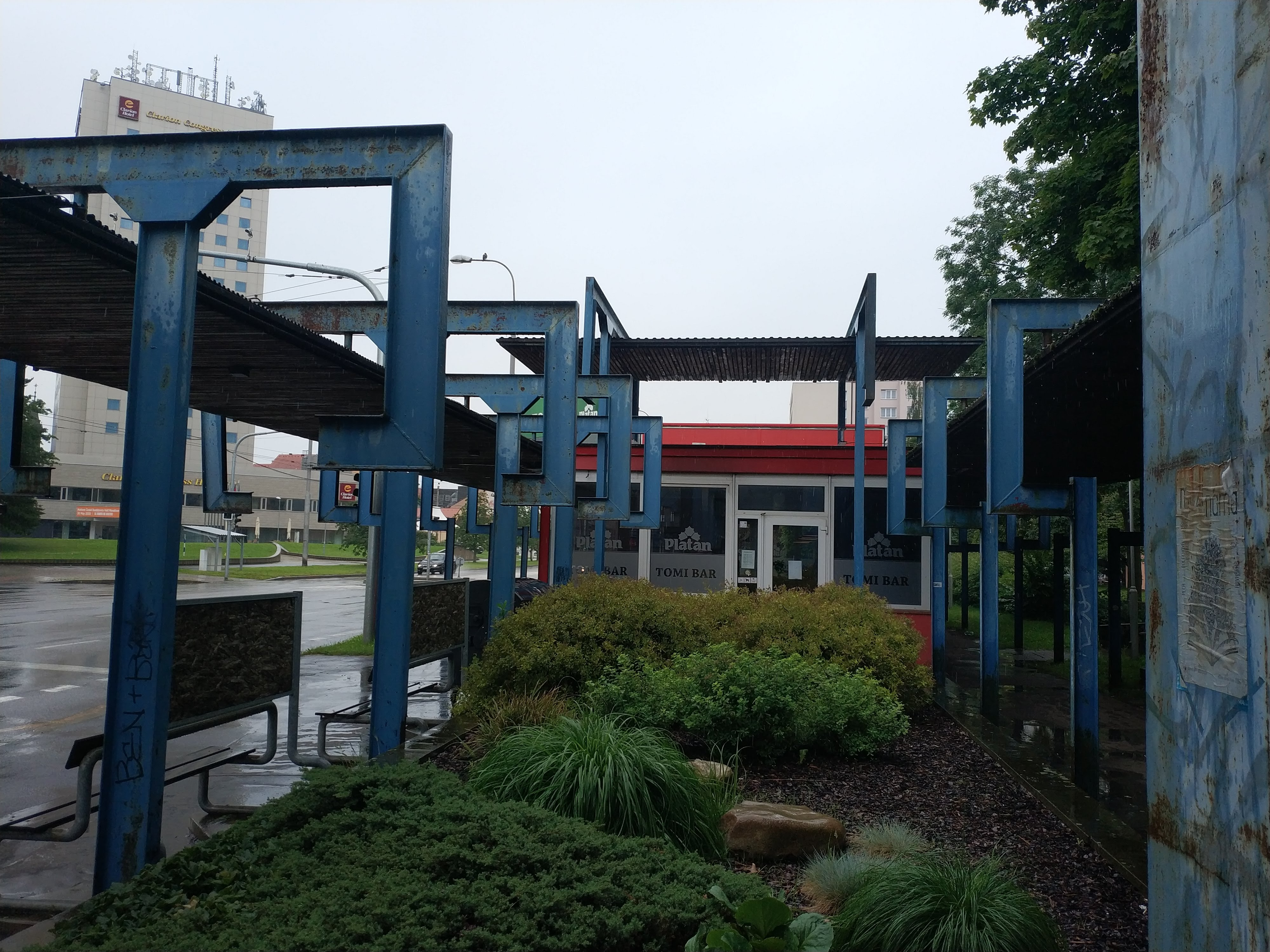
Část přístřešků se zeleným parterem

Modré loubí (označované též jako promenáda, korzo či přístřešky) bylo ocelová konstrukce zakrývající jednu část Pražské třídy v Českých Budějovicích. Vzniklo v souvislosti s výstavbou dnešního Pražského sídliště. Bylo postaveno v roce 1975 dle návrhů architektů Aloise Hlouška a Ladislava Konopky. Bylo unikátní nejenom svým rozsahem, ale i uměleckou hodnotou. Tvořeno bylo modrými ocelovými sloupy ve tvaru písmene I s girlandami a plochým zastřešením podbitým dřevěnými latěmi. Na počátku roku 2020 bylo rozhodnuto o jeho demolici, ke které bylo přistoupeno o letních prázdninách.

## Popis
Loubí se nacházelo na levé straně Pražské třídy ve směru z centra. Začínalo naproti hotelu Clarion Congres (bývalý Gomel) a pokračovalo na sever až po ulici Puklicova. Loubí bylo tvořeno ocelovými nosníky, natřenými sytě modrou barvou a střechou podbitou dřevěnými latěmi. Bylo členěno do několika tvarově odlišných segmentů a výšek. Velkou část tvořily dvě souběžné kryté promenády s otevřeným prostorem mezi nimi, který byl osazen zelení, nebo se zde vyskytovaly nízké budovy s obchody a nabídkou služeb. Nosníky měly podobu písmene I a vedle nosné funkce zastřešení nesly i funkci dekorační. Ta byla v podobě girland, tedy v pravém úhlu svařených I profilů, které se stáčely od střechy loubí zpátky dolů. V místě autobusové zastávky Družba - IGY pak vnitřní nezastřešený prostor chyběl. Promenáda zde byla zakrytá v celé šíři. Nosníky ve tvaru I byly nahrazeny plnými nosníky a strop byl tvořen jehlany s vrcholem směrem vzhůru. Podbití bylo dřevěné. Tato část byla vyvýšena.

## Okolí a kontext stavby

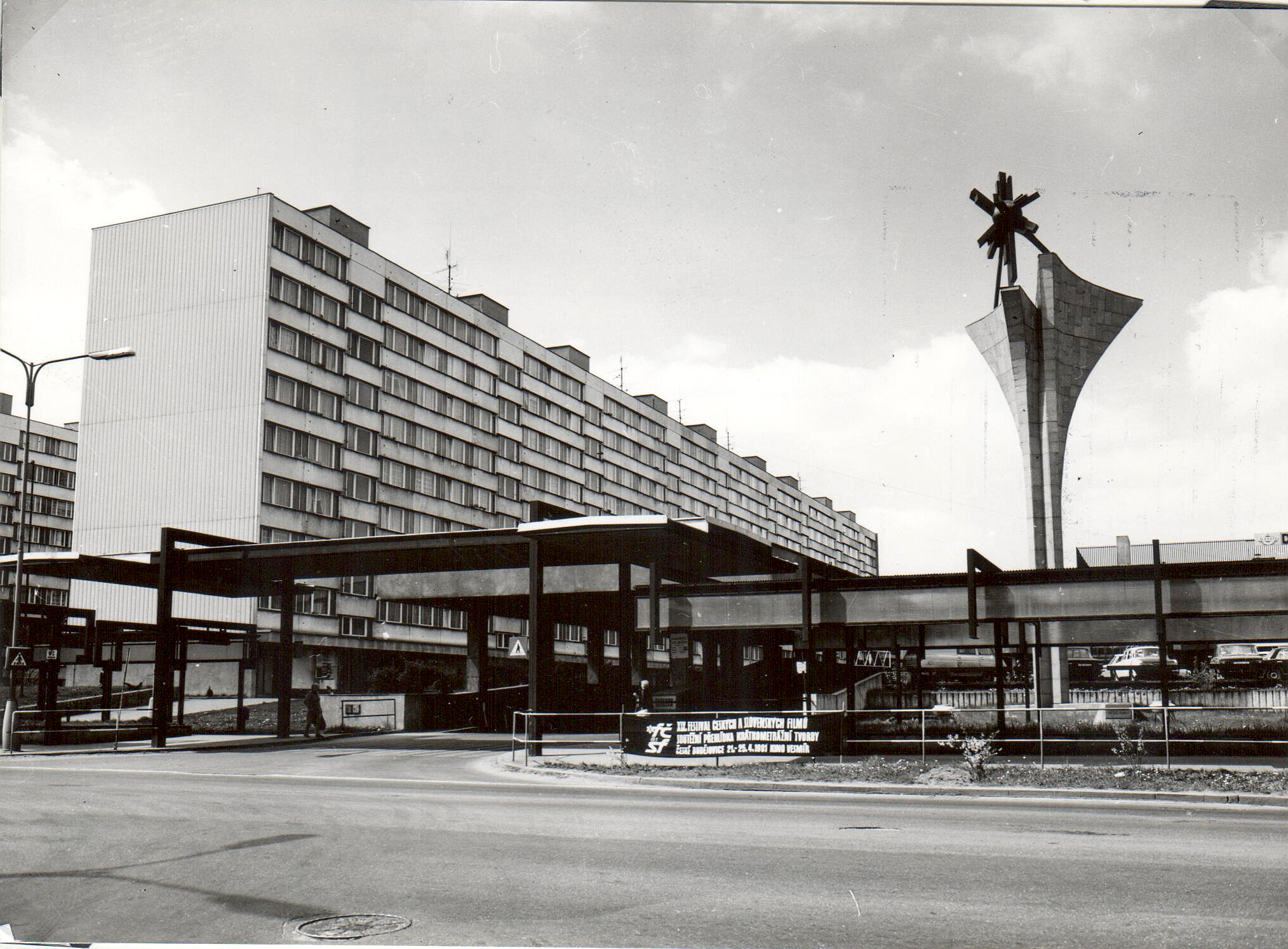
Promenáda u obchodního domu Družba v roce 1981. Zpoza vyčnívá pomník Pařížské komuny od Zdeňka Vojty

Před promenádou se nachela samotná ulice, za ní pak obytné panelové domy a původní obchodní dům Družba, před nímž dosud stojí mohutný železobetonový pylon obložený čedičem na jehož rozšířeném vrcholu je skulptura hvězdy symbolizující události Pařížské komuny. Promenáda byla pojata jako zastřešený veřejný prostor nabízející různé obchody a služby, propojující obchodní centrum, obytné domy a autobusovou zastávku a vznikla ve stejné době jako celé Pražské sídliště.

## Historie
Zatímco domy sídliště byly stavěny již v 60. letech 20. století, promenáda byla dokončena v roce 1975. Autory byli Alois Hlouška a Ladislav Konopka. Stavba se brzy po dokončení stala mezi obyvateli města velmi oblíbenou. Pasanti ocenili možnost nerušeného chráněného pěšího pohybu podél celé ulice a nákupu v přičleněných prodejních pavilonech. Návštěvníkům nového obchodního domu Družba, přijíždějícím autobusy MHD, krytý chodník umožnil rychlý a chráněný přístup od zastávky MHD, jehož přízemí taktéž lemovalo kryté loubí. V průběhu času pak zmizely jehlany se špičkou dolů a osvětlením, které se nacházely v části u autobusové zastávky.

### Záměr demolice
V roce 2020 vyvrcholila diskuse o dalším osudu promenády. Zatímco koncem roku 2019 město signalizovalo, že bude promenádu rekonstruovat, na začátku roku 2020 oznámilo, že odsouhlasilo demolici. Demolice začala na začátku prázdnin 2020 a skončila na jejich konci. Odhad ceny se pohyboval okolo 1,9 milionu korun, zatímco oprava promenády by podle dřívějšího posudku vyšla na 18 milionů. Proti demolici se zvedl odpor v odborných kruzích. Nejprve iniciovali petici architekti Antonín Kryl, Jaromír Srba a J. Novák, ke které se připojili místní občané, poté vznikl otevřený dopis radnici, který iniciovali znalci architektury daného období.

## Galerie

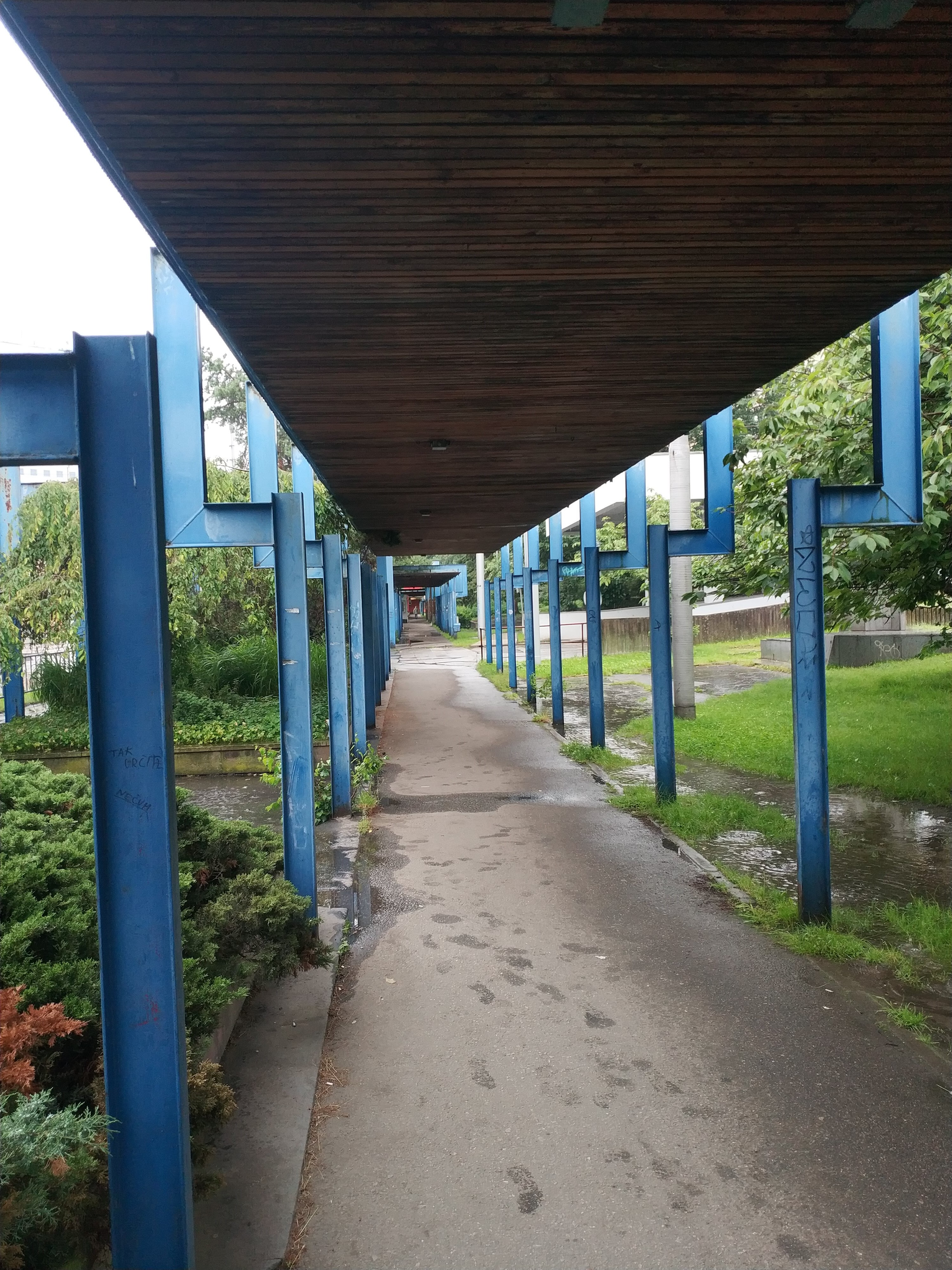
Jedna část loubí
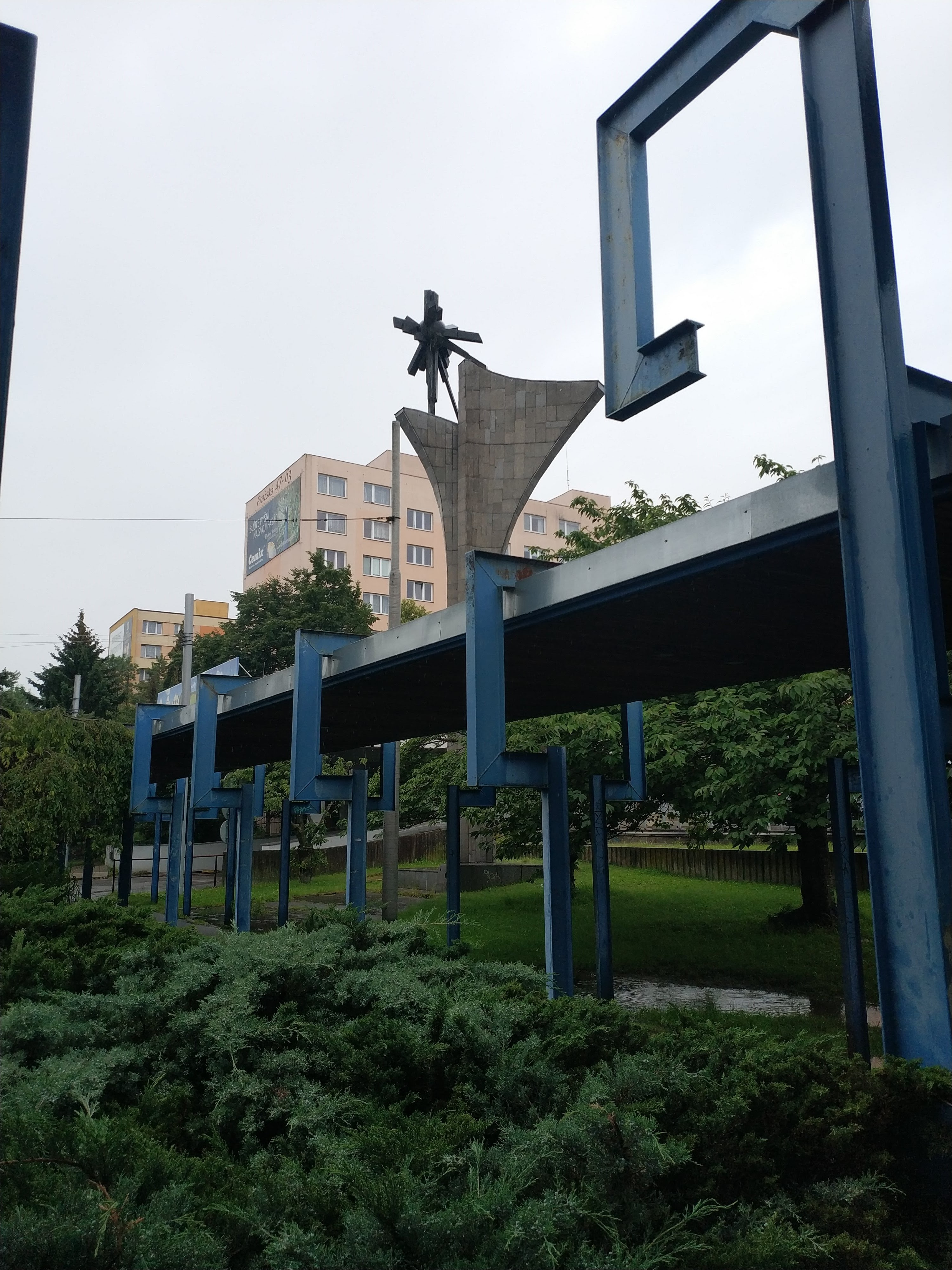
Pohled ze zeleného parteru uprostřed
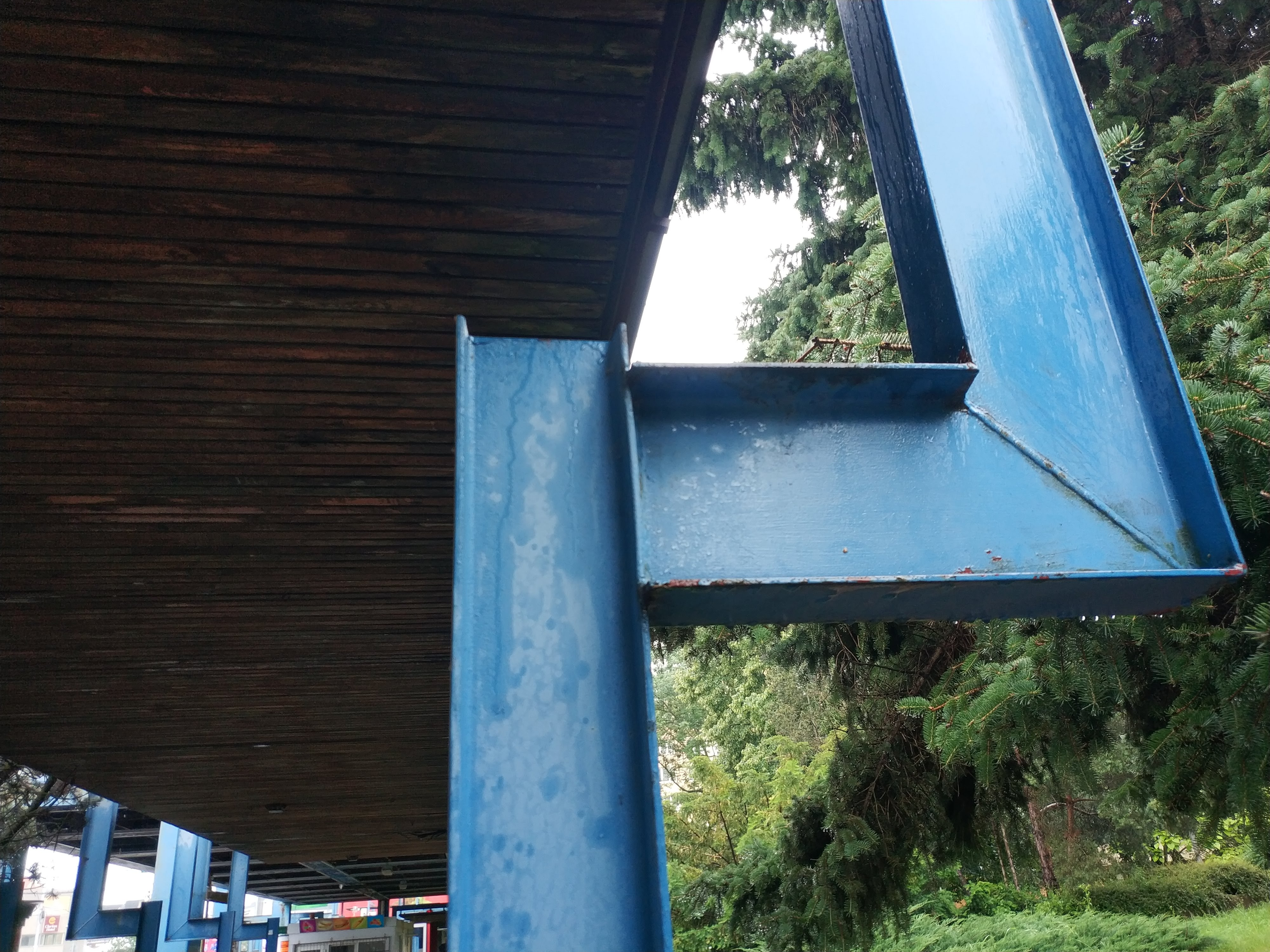
Detail nosného a dekoračního íčka
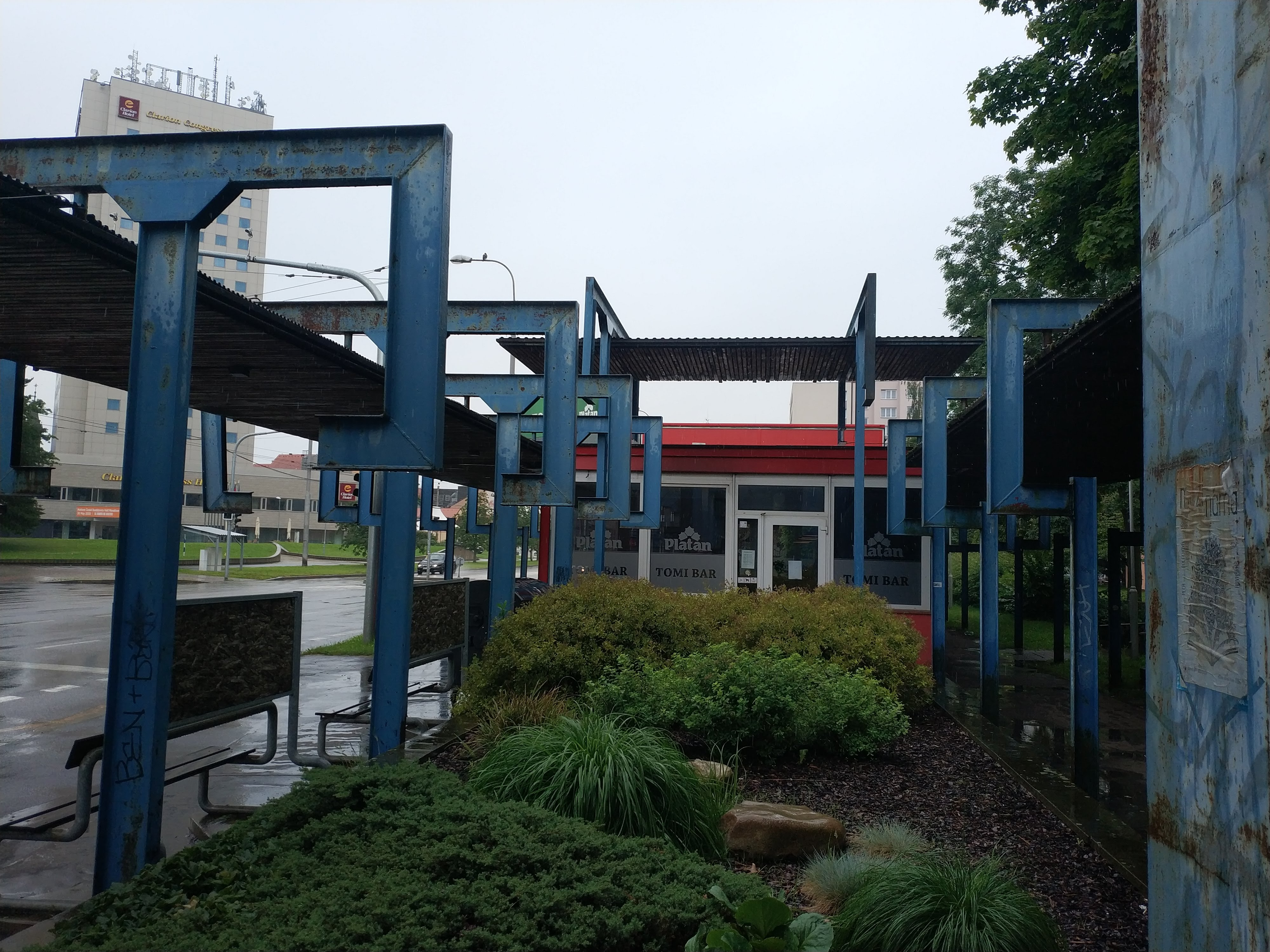
Pohled na obě části a vyvýšený segment u přízemní stavby
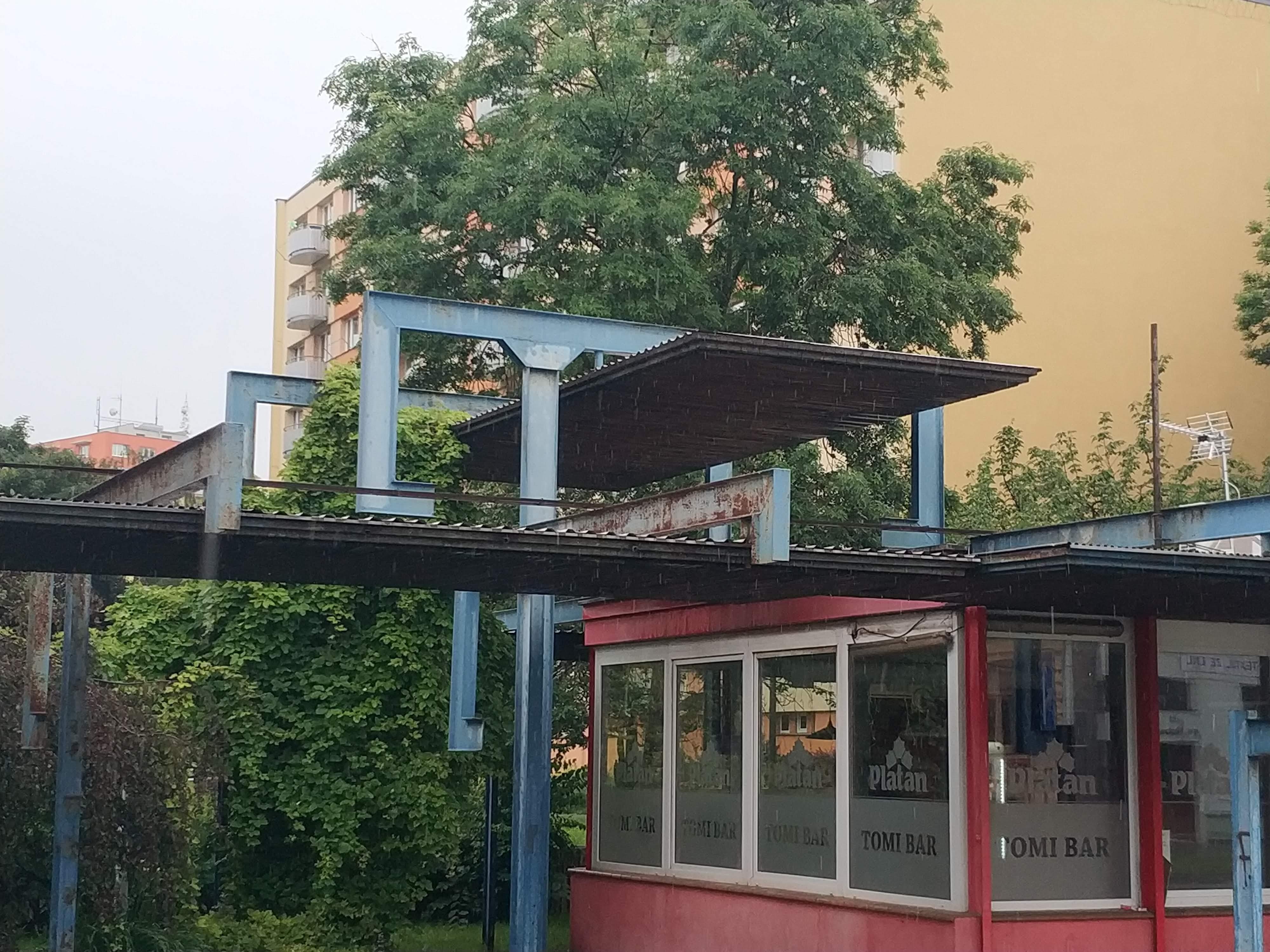
Vyvýšený segment zdáli
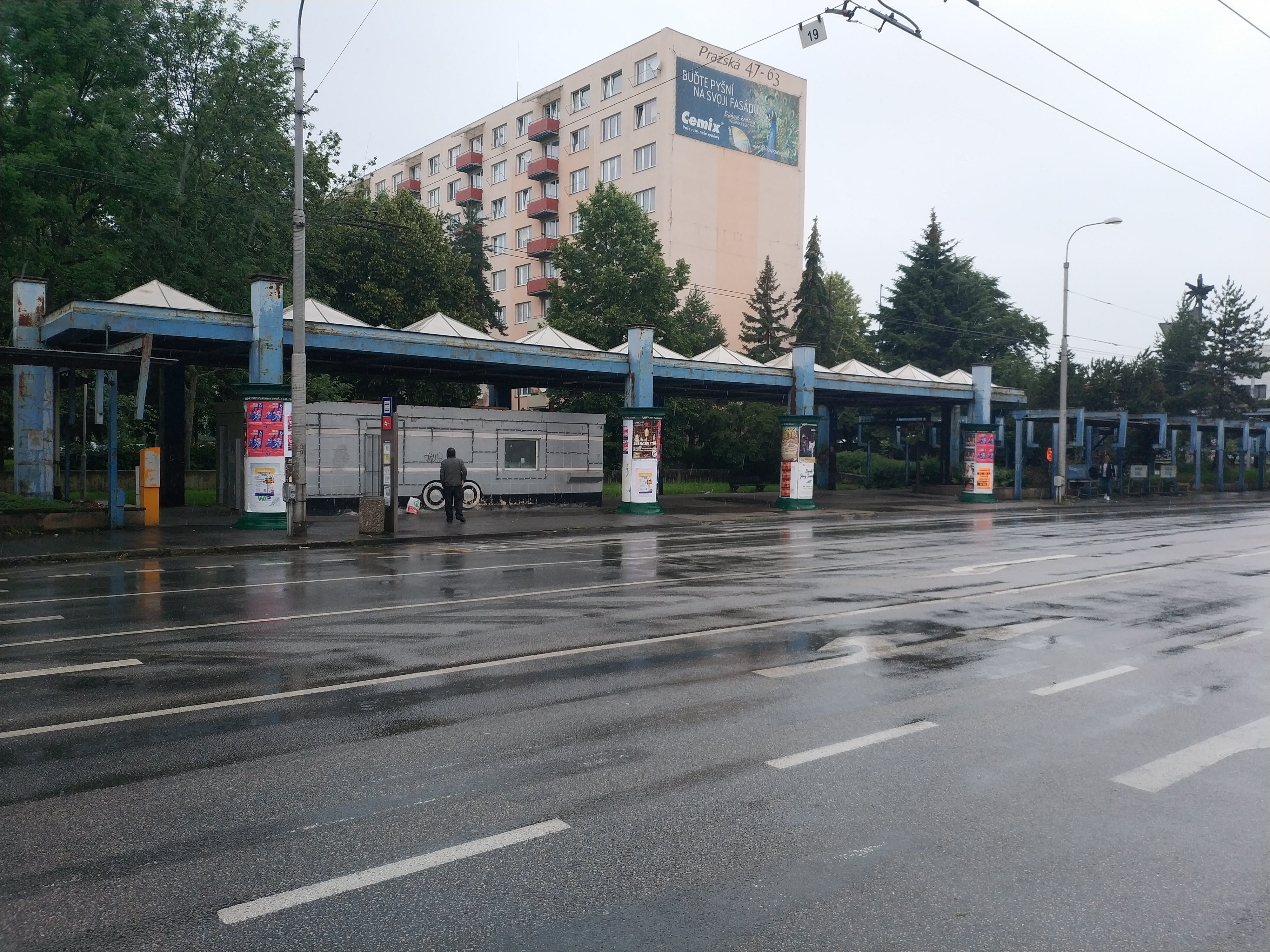
Odlišná část u autobusové zastávky s jehlanovými střechami
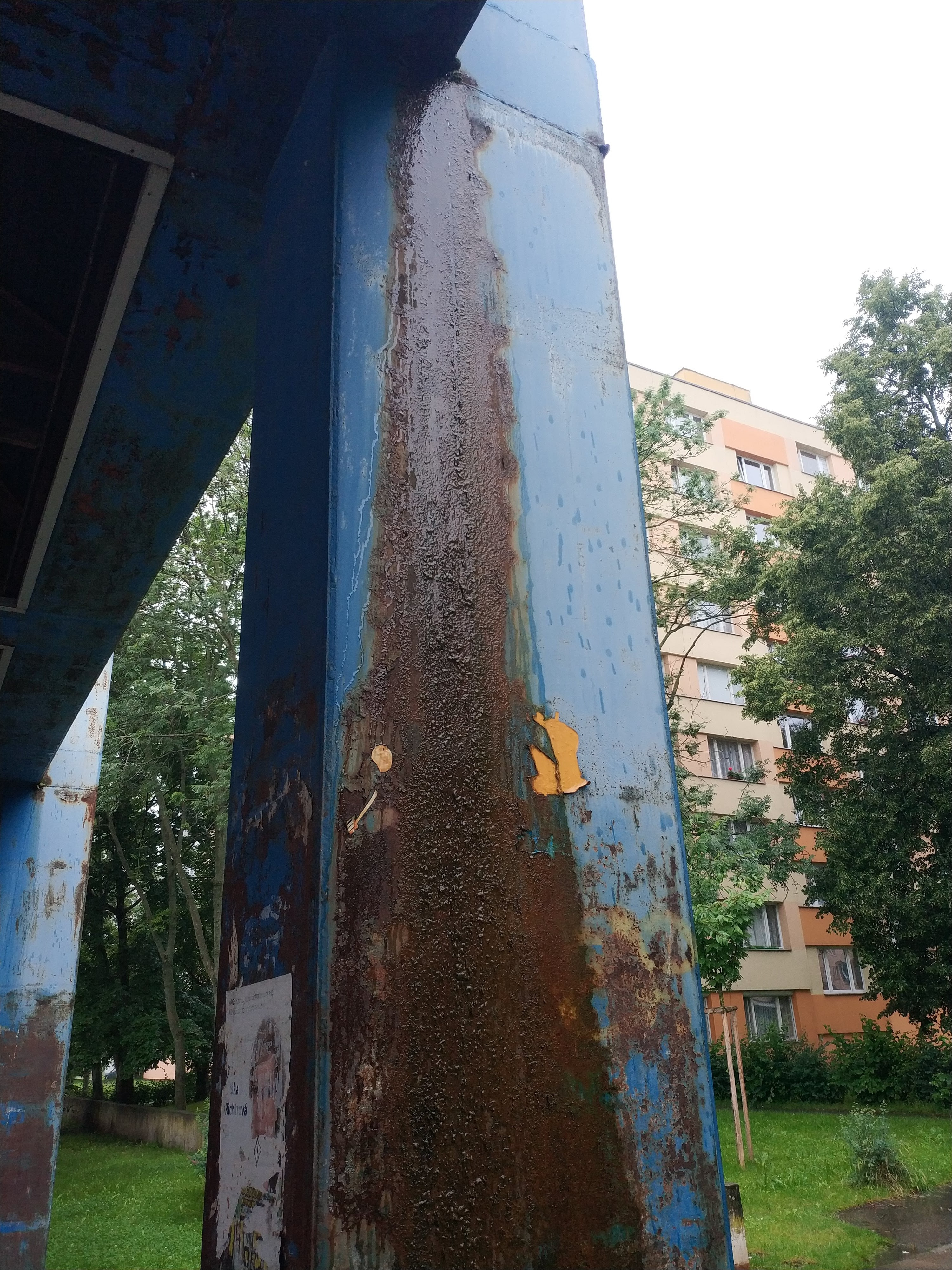
Tekoucí voda po zrezlém nosníku (červen 2020)